# Kloster Kremikowzi

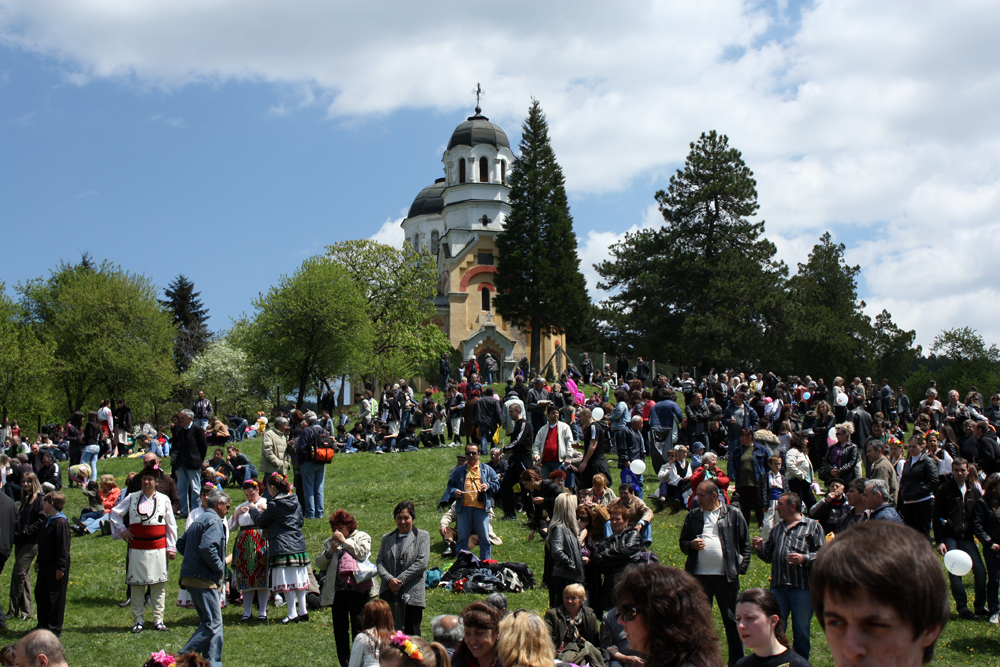
Feier des Georgstag an der Klosterkirche Kremikowzi (6. Mai 2011).

Das Kloster Kremikowzi Sweti Georgi Pobedonosez (bulgarisch Кремиковски манастир Свети Георги Победоносец, auf Deutsch Kremokowzi-Kloster des Heiligen Georg) ist ein Kloster der Bulgarisch-Orthodoxen Kirche, das an den Ausläufern des Balkangebirges liegt. Das Kloster befindet sich rund 4 km nördlich des Kremikowzi-Bezirks der bulgarischen Hauptstadt Sofia.
Das Kloster ist ein einzigartiges mittelalterliches Denkmal für die christliche Kultur auf dem Balkan und gilt als eines der wichtigsten in der Gruppe der 14 klösterlichen Anlagen rund um Sofia. Es ist ein theologisches und bibliothekarisches Zentrum. In den hier aufbewahrten Handschriften des Metropoliten Kalevit wird eine Geschichte bis in das Jahr 1497 nachgewiesen.
Die ältere der beiden Kirchen wurde im 15. Jahrhundert errichtet und dem Siegreichen Heiligen Georg («Свети Георги Победоносец») gewidmet. Sie enthält viele wertvolle Fresken, die von zwei unterschiedlichen Künstlergruppen gestaltet und in dunklen Farbtönen gehalten wurden. Die Wandmalereien haben thematisch einen engen Bezug zu den mittelalterlichen Traditionen und dem Leben im 13. und 14. Jahrhundert. Bei den Restaurierungsarbeiten wurden noch ältere Malereien entdeckt, die vermuten lassen, dass die Kirche sehr viel älter ist als bisher angenommen und urkundlich belegt.
Für die neuere Kirche, gewidmet dem Grabtuch der heiligen Maria, wurde der Grundstein im Jahr 1901 gelegt.
Das Kloster ist der Träger mehrerer volksfestartiger kirchlicher Veranstaltungen, wie am 1. Oktober, der Festtag «Покров Богородичен», der an das Grabtuch der heiligen Maria erinnert. Weitere Festtage sind der 6. Mai, Namenstag des Heiligen Georg und am 17. Januar für den Heiligen Antonij als Schutzpatron für die Klöster, bei dem sich für die gut überstandene schwere Winterszeit bedankt wird.

## Weblinks

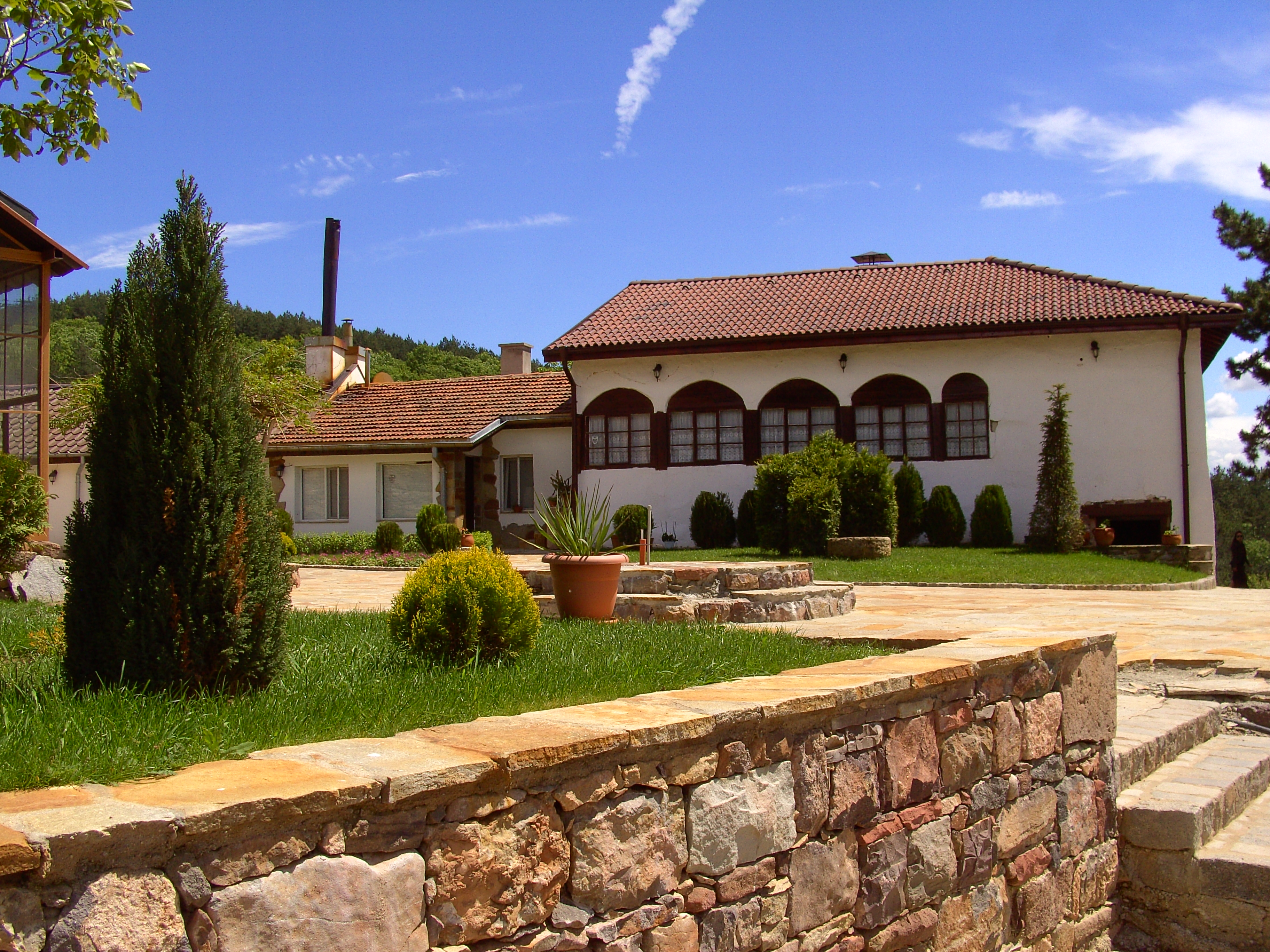
Klosterhof
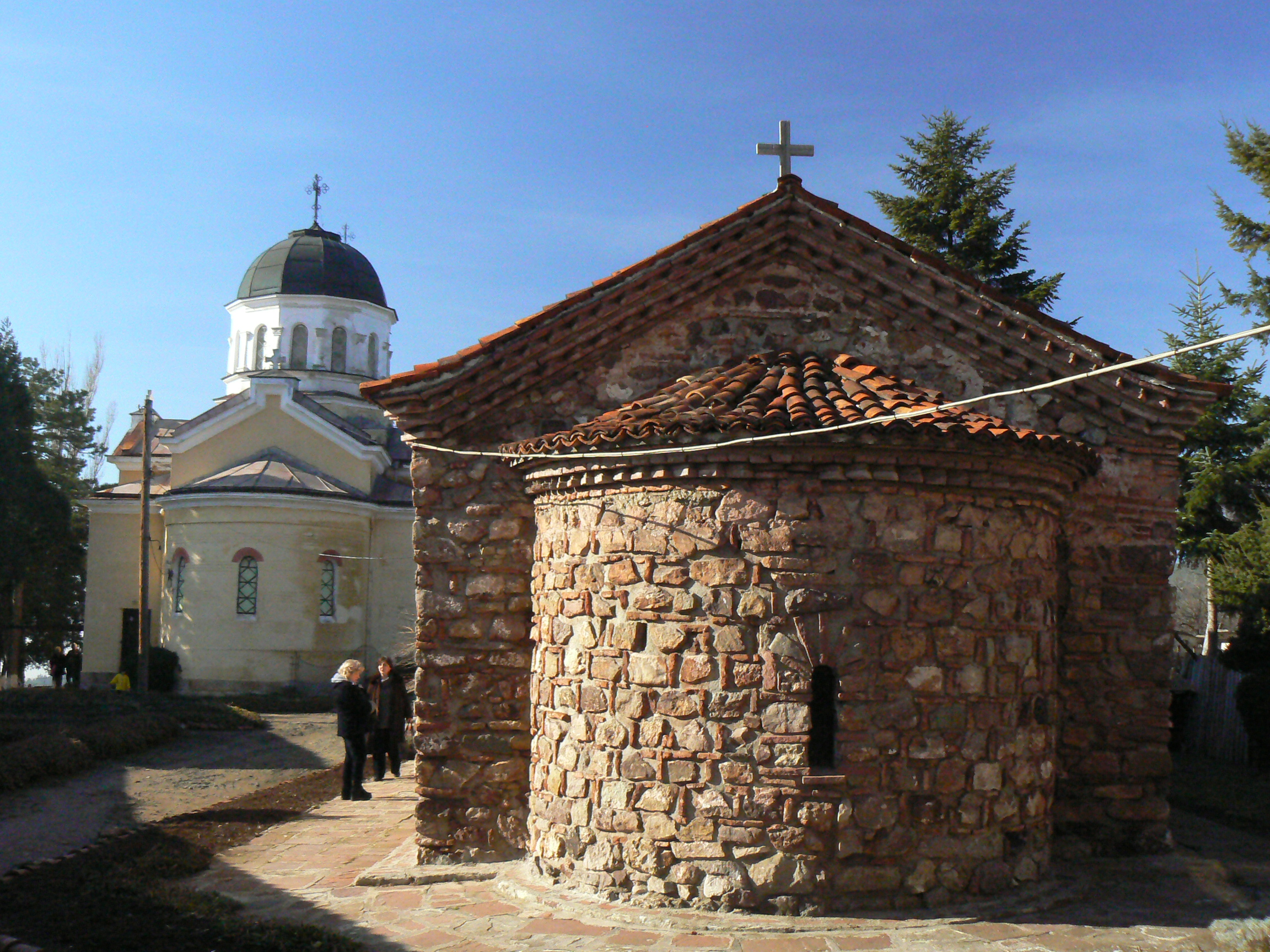
Die zwei Klosterkirchen
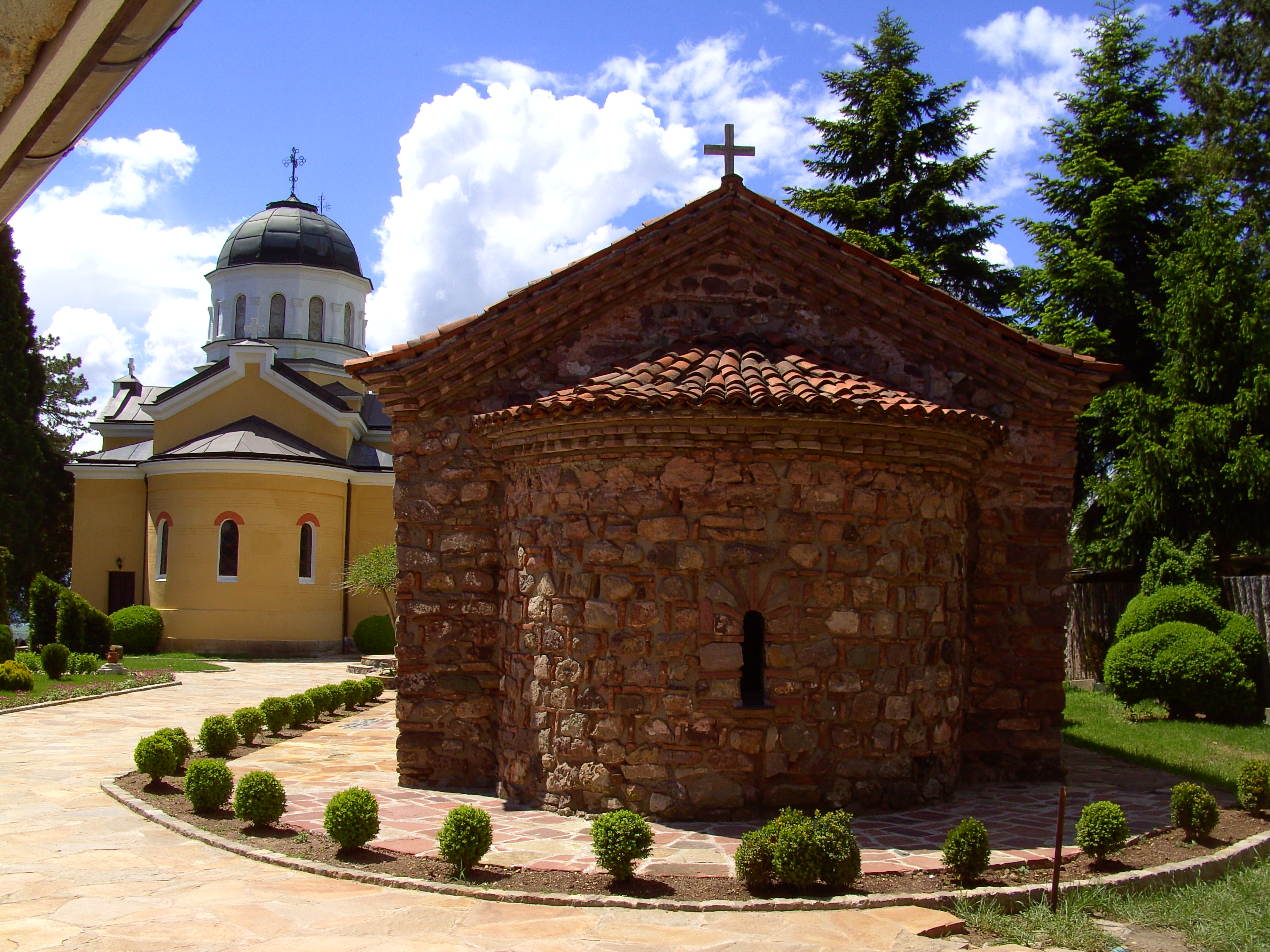
Die zwei Klosterkirchen (Nach dem Umbau des Klosters Mai 2016)
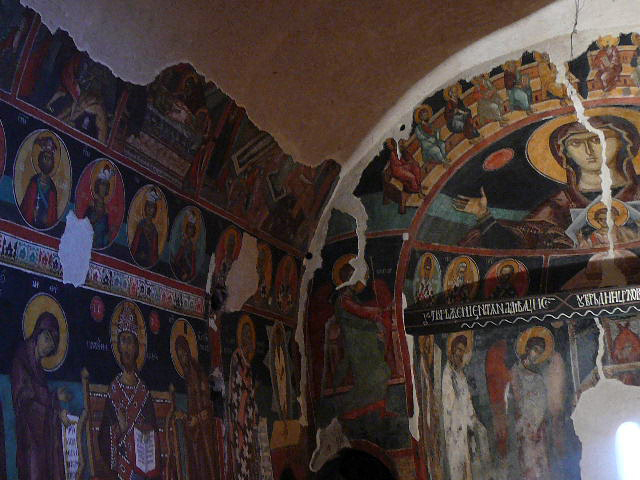
Wandfresken in der alten Kirche
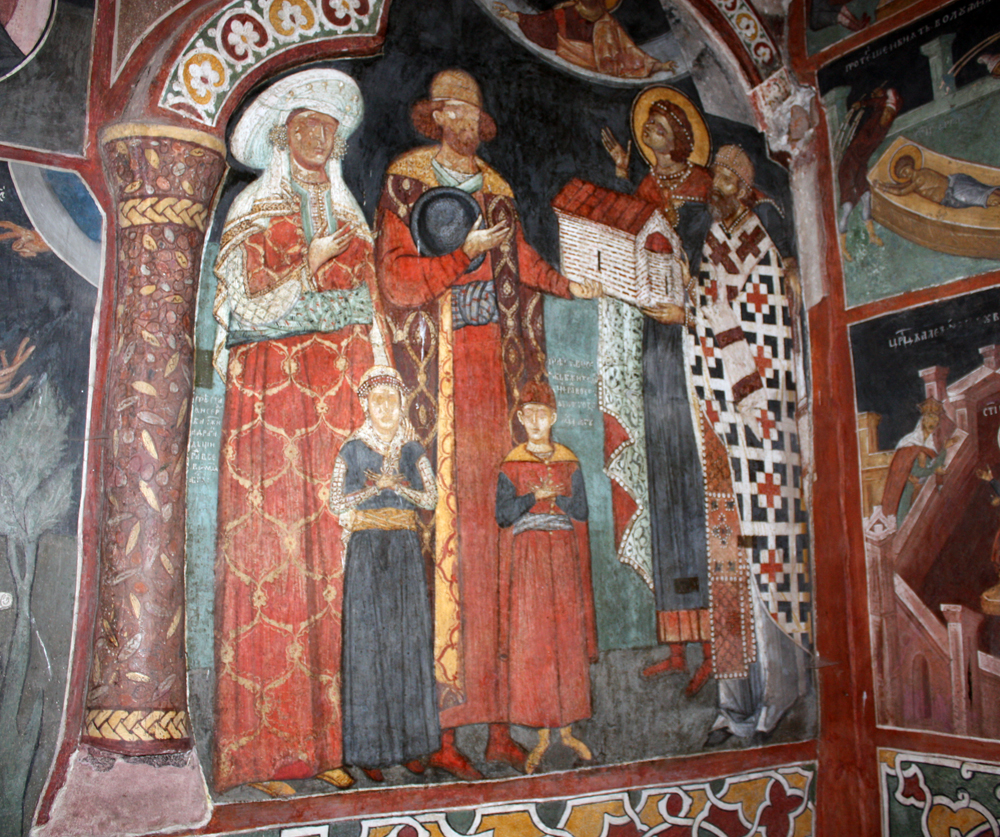
Darstellung der Stifter der Klosterkirche: die Familie des Bojaren Radivoj
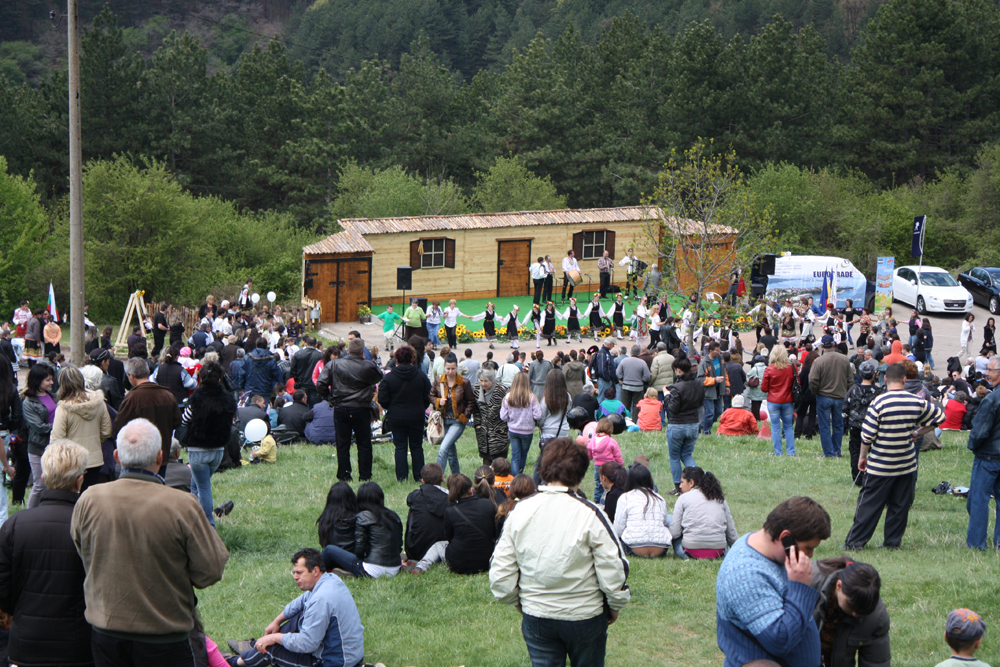
Volksfest zum Georgstag beim Kloster Kremikowzi